# Postpalast (Sopron)

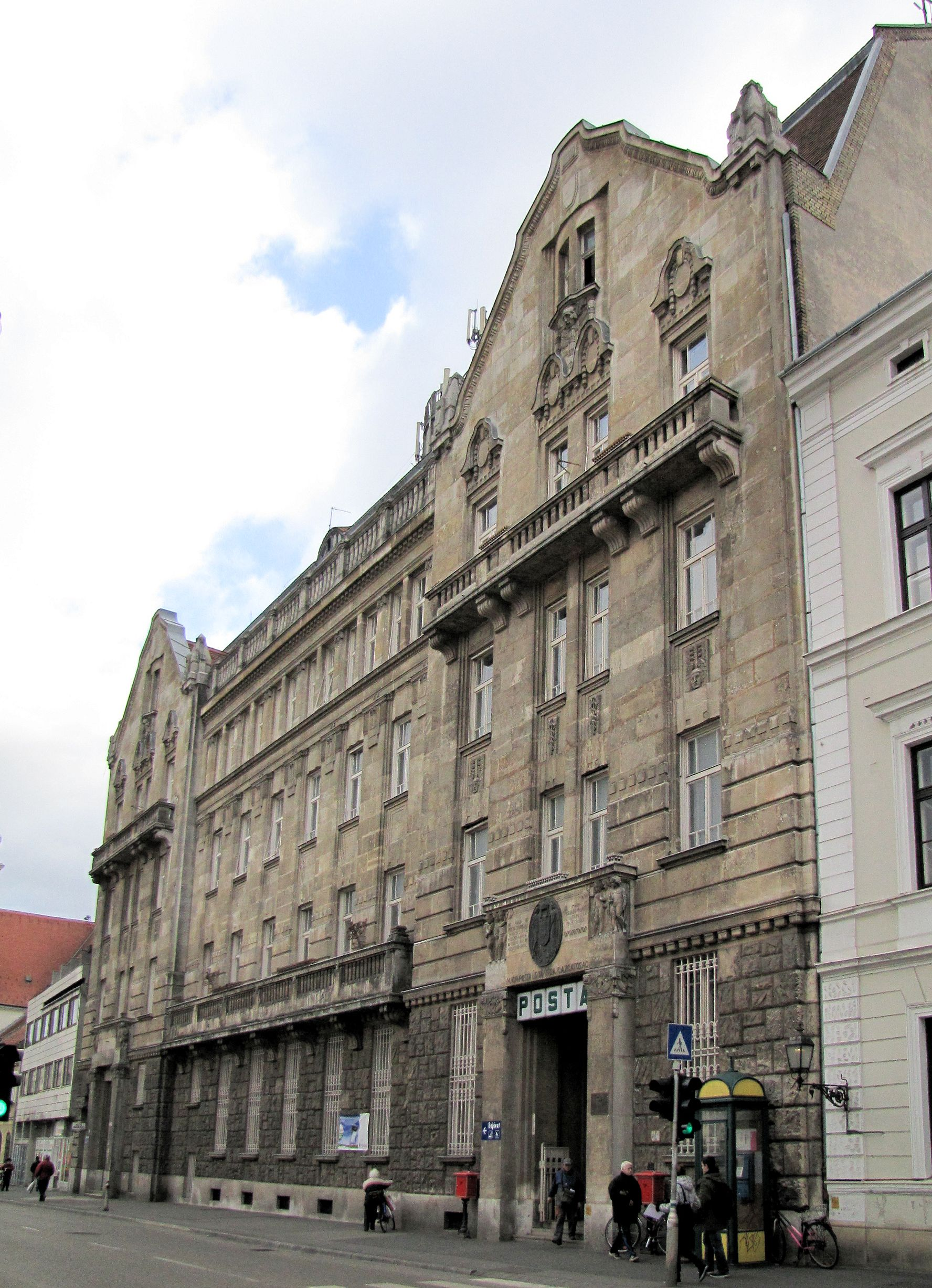
Postpalast (2012)

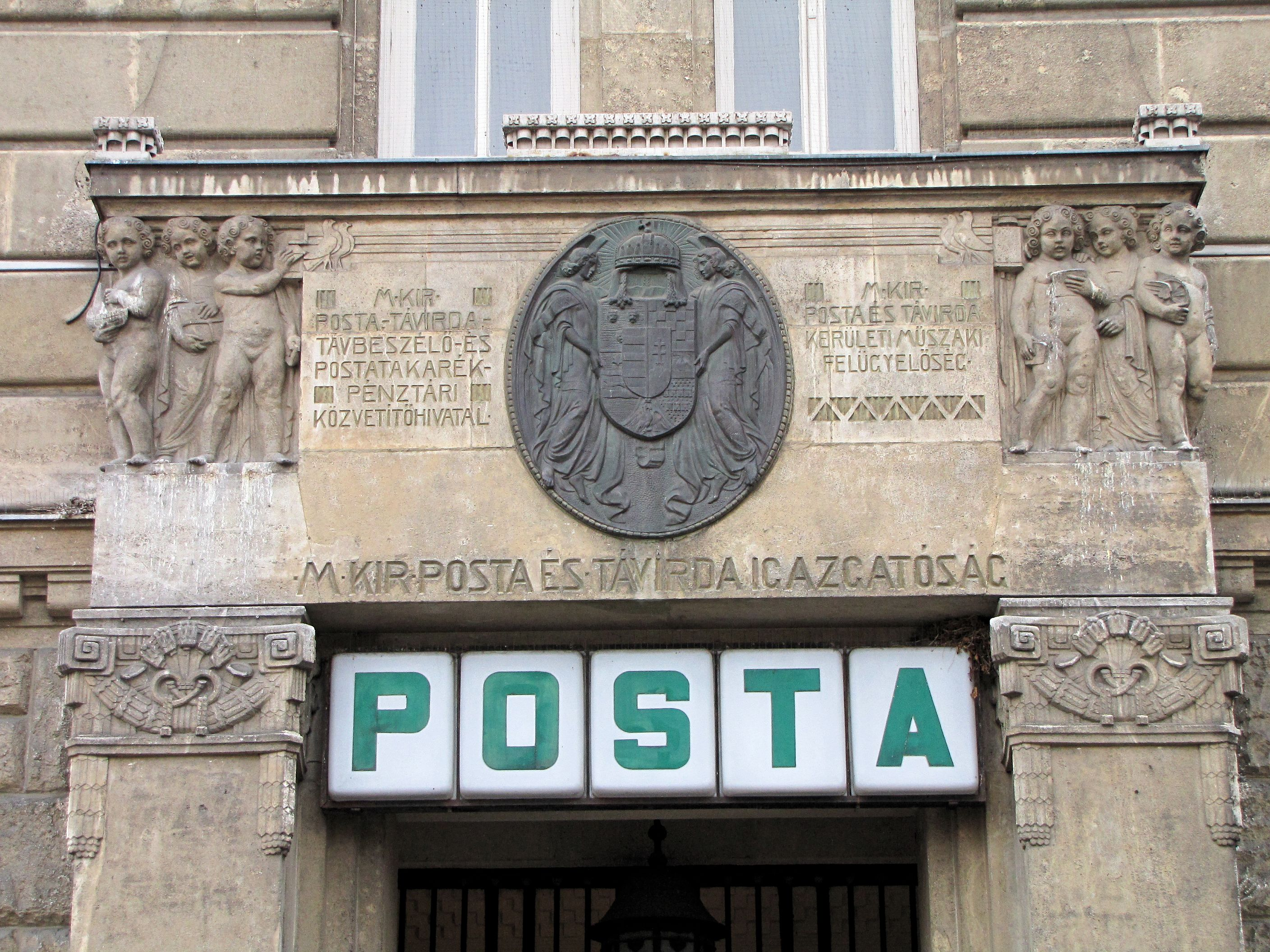
Haupteingang zum Postpalast (2012)

Der Postpalast (ungarisch Postapalota) ist ein denkmalgeschütztes Gebäude in der ungarischen Stadt Sopron. Er befindet sich am Széchenyi tér 7–10 am südlichen Rand der historischen Innenstadt. In dem Gebäude befindet sich das Hauptpostamt von Sopron sowie die Regionaldirektion der Post für das westliche Ungarn.
Das Gebäude wurde unter der Leitung des Baumeisters Károly Schármár nach Entwürfen der Architekten Ambrus Orth und Emil Somló in den Jahren von 1911 bis 1913 im Jugendstil errichtet. Die beiden Architekten planten auch das Gebäude der Hauptpost in Pozsony, das zeitgleich mit dem in Sopron gebaut wurde. Der Postpalast gilt als eines der bedeutendsten Werke des ungarischen Jugendstils in Sopron. 
Während der Bauarbeiten wurde auf dem Grundstück der Grabstein von Caius Sextilius Senecio gefunden, dessen Inschrift belegt, dass die Stadt zur Zeit der Römer den Namen Scarbantia trug. Das Grabdenkmal wird im römischen Steingewölbe des Museums Sopron (Soproni Múzeum) aufbewahrt.
Rund um zwei große Innenhöfe nahm der Postpalast das gesamte 45 Meter breite und 100 Meter tiefe Grundstück ein, das zum Zeitpunkt der Erbauung noch an den evangelischen Friedhof grenzte.
Das Gebäude hat zwei Eingänge, über den rechten gelangen die Kunden in die Post. Beide Eingänge sind mit Skulpturen geschmückt, an deren Seiten die Namen der Architekten und das Datum der Arbeiten zu lesen sind. Über dem Haupteingang befindet sich das alte ungarische Wappen. Im Inneren des Gebäudes ist der Raum des Postamtes mit einer lichtdurchlässigen Decke besonders bemerkenswert.